# Hey Stoopid
Hey Stoopid es un álbum de Alice Cooper que salió a la venta en 1991. 
La canción «Hey Stoopid» está dedicada a la problemática del suicidio y el resto del álbum (como el propio Alice Cooper ha dicho) es simple rock and roll.
Ozzy Osbourne, Slash, Joe Satriani, Steve Vai, Mick Mars y Nikki Sixx tomaron parte en la grabación de este álbum. Se hicieron videoclips de las canciones «Hey Stoopid», «Love's a Loaded Gun» y «Feed My Frankenstein». 
Al igual que su anterior producción (Trash), Hey Stoopid fue un acierto comercial.

## Historia de creación
Originariamente Alice Cooper tenía treinta canciones, pero después este número fue acortado a quince, y finalmente a doce. Una de las canciones que no fueron incluidas es la de Jimi Hendrix - «Fire».
Peter Collins fue el productor del álbum. Él supo lograr el sonido de la guitarra y la batería que Alice Cooper quería conseguir.

## Listado de canciones
1. Hey Stoopid (Cooper, Vic Pepe, Jack Ponti, Bob Pfeifer) - 4:34
2. Love's a Loaded Gun (Cooper, Pepe, Ponti) - 4:11
3. Snakebite (Cooper, Pepe, Ponti, Pfeifer, Lance Bulen, Kelly Keeling) - 4:33
4. Burning Our Bed (Cooper, Al Pitrelli, Pfeifer, S. West) - 4:34
5. Dangerous Tonight (Cooper, Desmond Child) - 4:41
6. Might as Well Be on Mars (Cooper, Dick Wagner, Child) - 7:09
7. Feed My Frankenstein (Cooper, Zodiac Mindwarp, Ian Richardson, Nick Coler) - 4:44
8. Hurricane Years (Cooper, Pepe, Ponti, Pfeifer) - 3:58
9. Little by Little (Cooper, Pepe, Ponti, Pfeifer) - 4:35
10. Die for You (Cooper, Mick Mars, Nikki Sixx, Jim Vallance) - 4:16
11. Dirty Dreams (Cooper, Pfeifer, Vallance) - 3:29
12. Wind-Up Toy (Cooper, Pepe, Ponti, Pfeifer) - 5:27

## Alice Cooper sobre el álbum
«En este álbum Alice es mucho más diverso. El álbum «Trash» fue unidimensional, solo hablando sobre sexo. En «Hey Stoopid» Alice Cooper presenta una gama de sentimientos. Este álbum es muy romántico en temas como «Might As Well Be On Mars» y a veces suena muy melancólico. «Hey Stoopid» se parece a Billion Dollar Babies».

## Instrumentistas
- Alice Cooper - Voces, Armónica
- Mickey Curry - Tambor
- Stef Burns - Guitarra
- Hugh McDonald - Bajo eléctrico
- Derek Sherinian - Teclado
- Joe Satriani - Guitarra en «Hey Stoopid», «Burning Our Bed», «Feed My Frankenstein», «Little by Little», and «Wind-Up Toy»
- Vinnie Moore - Guitarra en «Hurricane Years» y «Dirty Dreams»
- Steve Vai - Guitarra en «Feed My Frankenstein»
- Slash - Guitarra en «Hey Stoopid»
- Nikki Sixx - Bajo en «Feed My Frankenstein»
- Mick Mars - Guitarra en «Die for You»
- Ozzy Osbourne - Voces en «Hey Stoopid»

## Hit parade
| Año  | Hit parade        | Posición |
| ---- | ----------------- | -------- |
| 1991 | The Billboard 200 | 47       |
| 1991 | Gran Bretaña      | 4        |